# Aimé-Louis Champollion
Pour les articles homonymes, voir Champollion.
Aimé-Louis Champollion, dit Champollion-Figeac (né le 5 décembre 1813 à Grenoble et mort le 20 mars 1894 à Vif en Isère), est un historien, bibliothécaire, chartiste et homme politique français.

## Biographie

### Jeunesse
Aimé-Louis est le fils de Jacques-Joseph Champollion et de Zoé Berriat, et le neveu de Jean-François Champollion. Il grandit au domaine des Ombrages, à Vif, où son oncle vient souvent rendre visite à la famille, et participe notamment à son éducation et à celle de ses frères, Jules, Paul et Ali, lorsque Jacques-Joseph est en affaire à Paris,.
Lors de l'exil des frères Champollion à Figeac en 1816, Aimé-Louis reste dans le Dauphiné avec ses frères et sa mère Zoé.

### Carrière

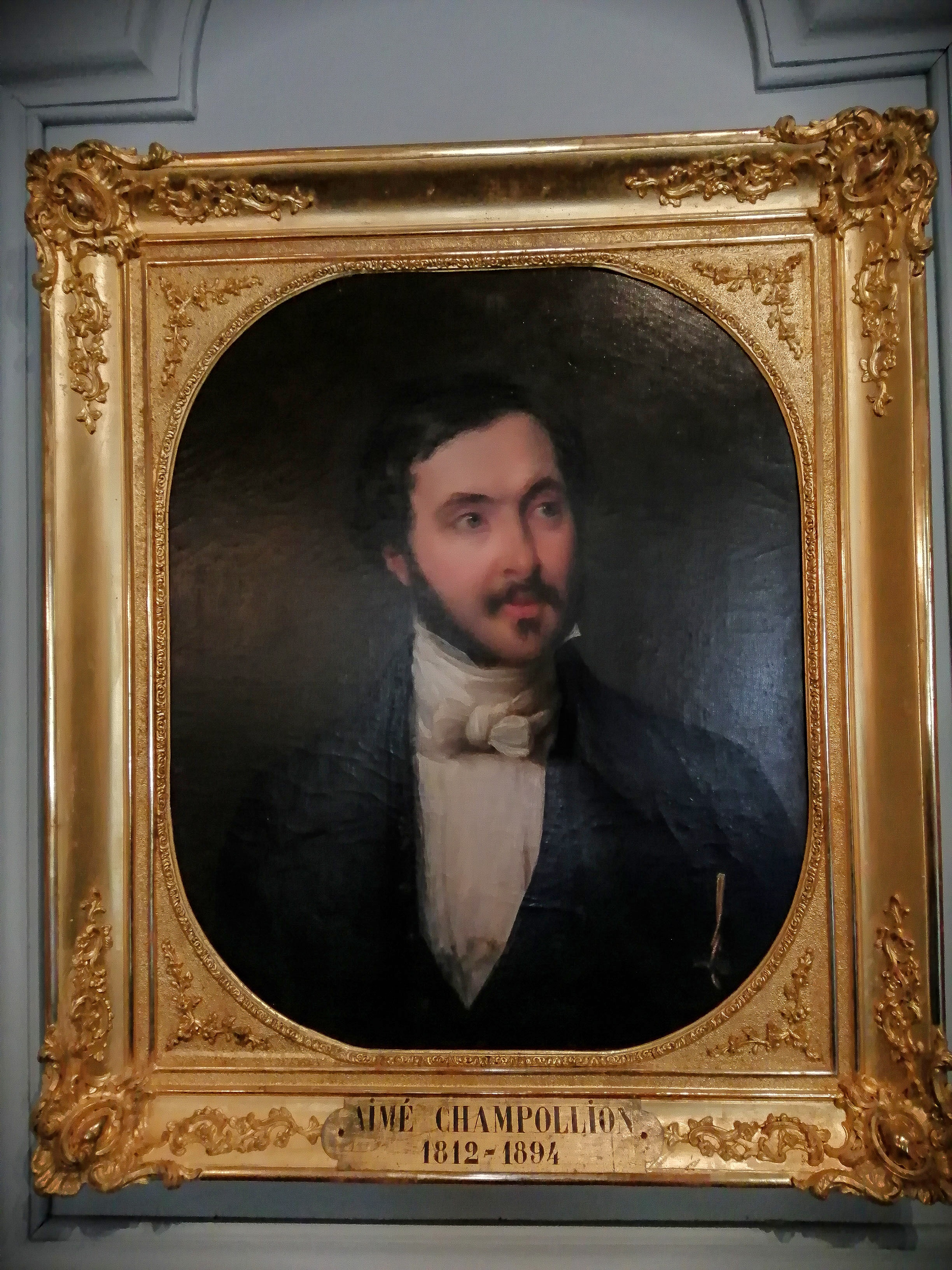
Portrait d'Aimé Champollion.

Après avoir fait l'École des chartes, Aimé-Louis collabore avec son père Jacques-Joseph : il travaille en tant qu'assistant à la Bibliothèque nationale de Paris, et rédige avec lui plusieurs ouvrages, parmi lesquels la Paléographie universelle qui est publiée en 1841.
Aimé-Louis est par la suite directeur du service des Archives départementales de France, puis conseiller municipal de Grenoble, puis conseiller général de l'Isère. À partir du 24 juin 1847, il est élu membre correspondant de l'Académie des sciences de Turin.
À la mort de Zoé Berriat en 1853, il hérite du domaine des Ombrages, et demeure le seul membre de la famille Champollion à rester vivre à Vif.
À la fin de sa carrière, de 1870 à 1877, il devient maire de Vif et conseiller général du canton de Vif. Dès le mois d'août 1870, il est invité à démissionner : une commission provisoire dirigée par le cimentier Jean-Pierre Guingat le remplace, et ce jusqu'à l'écrasement de la Commune de Paris. Le 23 avril 1871, Aimé Champollion recouvre son siège à la mairie et y reste pendant près de six années. Avec son conseil municipal, il rachète une partie de l'ancienne filature de soie Berriat (et couvent des Ursulines) le 28 août 1873. La municipalité fait installer dans les bâtiments de la filature la nouvelle mairie, les écoles communales, la justice de paix, et le terrain libre autour est divisé entre un champ de foire et une place qui deviendra l'actuelle place de la Libération,.

### Mort
Aimé-Louis meurt le 20 mars 1894, à l'âge de 80 ans. Il est inhumé au cimetière communal de Vif.

## Descendance
Sa fille, Alice-Louise, s'est mariée à Léon de La Brière le 8 février 1870. Leur enfant et petit-fils d'Aimé-Louis, Yves Leroy de La Brière, naît le 30 janvier 1877 à Vif.

## Décoration
Chevalier de la Légion d'honneur (1862).

## Portraits
- Portrait d'Aimé Champollion, huile sur toile, musée Champollion, Vif.

## Œuvres
- Paléographie universelle, 1841.
- Captivité du roi François Ier, Paris imprimerie royale, 1847[1].
- Chroniques Dauphinoises et Documents Inédits Relatifs au Dauphiné pendant la Révolution, œuvre en 4 volumes, Vienne, 1881[10].
- Droits et usages concernant les travaux de construction, publics ou privés, sous la troisième race des rois de France… de l'an 987 à l'an 1380, Paris, 1860[1].
- Les Deux Champollion, leur vie et leurs œuvres, 1887, biographie de la vie de son père et de son oncle, Jean-François Champollion.